# Catopsis subulata
Espèce
Catopsis subulata est une espèce de plantes à fleurs de la famille des Bromeliaceae, présente dans les régions tropicales du Mexique et d'Amérique centrale.

## Distribution
L'espèce est présente au Mexique et en Amérique centrale, particulièrement au Guatemala et au Honduras.

## Description
L'espèce est épiphyte.